# Plagiohammus maculosus
Plagiohammus maculosus là một loài bọ cánh cứng trong họ Cerambycidae.